# اینگا سوانسن
اینگا سوانسون (انگلیسی: Inga Swenson؛ زادهٔ ۲۹ دسامبر ۱۹۳۲ - 	۲۳ ژوئیهٔ ۲۰۲۳) یک هنرپیشه تئاتر و سینما اهل ایالات متحده آمریکا بود. وی بین سال‌های ۱۹۵۷ تا ۱۹۹۸ میلادی فعالیت می‌کرد.
از فیلم‌ها یا برنامه‌های تلویزیونی که وی در آن نقش داشته‌است می‌توان به معجزه‌گر اشاره کرد.